# Бек, Конрад
Ко́нрад Арту́р Бек (нем. Conrad Arthur Beck; 16 июня 1901, Лон, Шаффхаузен, Швейцария — 31 октября 1989, Базель, Базель-Штадт, Швейцария) — швейцарский композитор.

## Биография
Родился в семье пастора 16 июня 1901 года, в Лоне.
Окончил Цюрихскую консерваторию, где учился у Фолькмара Андре и Райнхольда Лаке (композиция). В 1923—1932 годах жил в Париже, где занимался у Жака Ибера, Нади Буланже, Артюра Онеггера и Альбера Русселя.
С 1933 года жил в Базеле. В 1939—1966 годах руководил отделом музыкального вещания «Радио Базеля». Он установил многочисленные контакты между швейцарскими и зарубежными музыкантами и композиторами, способствуя тем самым культурному обмену.
Был женат на Фриде Эрзам (1914–2000).
Умер в Базеле 31 октября 1989 года. Похоронен на кладбище Вольфготтезаккер.

## Сочинения
- балет «Большая медведица» / Der große Bär (1936)
- оратория «Смерть в Базеле» / Der Tod zu Basel (1953)
- кантата «Смерть Эдипа» / Der Tod des Oedipus (1928)
- Лирическая кантата / Lyrische Kantate (на стихи Райнера Марии Рильке, 1934)
- «Камерная кантата на сонеты Луизы Лабе» / Kammerkantate after Sonnets of Louise Labé (1937)
- симфония № 1 (1925)
- симфония № 2 (1926)
- симфония № 3 (1927)
- симфония № 4 (1929)
- симфония № 5 (1930)
- симфония № 6 (1950)
- симфония № 7 «Эней-Сильвий» / Aeneas Silvius (1957)
- сонатина (1960)
- концертная сюита для духового оркестра и ударных (1962)
- концерт для виолончели с оркестром (1927)
- концерт для фортепиано с оркестром (1933)
- концерт для скрипки с оркестром (1940)
- концерт для альта с оркестром (1949)
- вокальный цикл «Осенний огонь» / Herbstfeuer (1953)